# Corps Hannovera Heidelberg

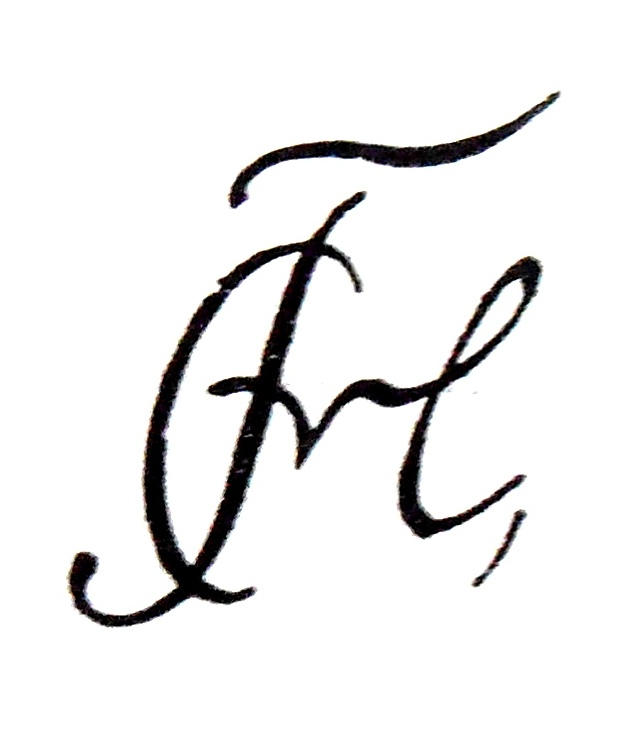
Zirkel der Hannovera Heidelberg

Das Corps Hannovera Heidelberg entstand 1810 im Zuge des Auszugs der Göttinger Studentenschaft infolge der Gendarmen-Affäre des Jahres 1809 als Filialcorps des Corps Hannovera Göttingen. Die Farben dieses Corps waren mit „roth-blau“ ebenso mit denen des Göttinger Muttercorps identisch wie der Wahlspruch „Nunquam retrorsum“.

## Geschichte

Porzellanpfeifenkopf des Corps Hannovera Heidelberg (1811) mit dem Schlägerwappen des Corps und dem Wahlspruch „Nunquam retrorsum“

Die aus Göttingen nach Heidelberg gewechselten Angehörigen der Hannovera Göttingen bildeten an der Ruprecht-Karls-Universität Heidelberg im Oktober 1809 zunächst eine Tischgesellschaft, die sich im Frühjahr 1810 als Corps konstituierte. Dieses bestand nur kurz während der Franzosenzeit von 1810 bis 1812 im Heidelberger Senioren-Convent und erlosch im Dezember 1812 mit dem Studienende der meisten seiner Mitglieder beziehungsweise deren Rückkehr an die Universität Göttingen. Das genaue Stiftungsdatum der Hannovera Heidelberg steht nicht fest, sicher ist jedoch aus Stammbucheinträgen zu ersehen, dass die Hannoveraner bereits am 22. März 1810 beim Sturm auf das Kommershaus der Westphalen beteiligt waren und in den Auseinandersetzungen dieser Tage eine Rolle spielten. So heißt es in einem Eintrag des Heidelberger Hannoveraners Theodor Werlhof im Stammbuch Reinicke „Wir ziehen mit Stangen und Stelzen gegen die Westphalen und Rheinländer“, es galt also der Knüppelcomment. Hannovera gehörte zu den fünf Corps, die den Heidelberger SC-Comment vom 1. Juni 1810 unterzeichneten, in dem erstmals der Begriff „Corps“ verwandt wurde, und hatte nach dem Stand der heutigen (2014) studentengeschichtlichen Forschung in der Zeit ihres kurzen Bestehens 50 namentlich bekannte Mitglieder, die zum überwiegenden Teil vorher oder hinterher auch Mitglied des Göttinger Corps Hannovera waren. Die Hannoveraner verstärkten sich in Heidelberg, aus der Liste deutlich erkennbar, um weitere norddeutsche Studenten aus dem Herzogtum Oldenburg und aus der damals Freien Hansestadt Lübeck, gewannen aber auch Mitglieder aus dem Großherzogtum Baden.
Die vom Heidelberger Prorektor Jacob Fidelis Ackermann verfügten Verfolgungen der Heidelberger Corps im Juni 1810 überstanden die Hannoveraner im Gegensatz zu den anderen Heidelberger Corps zunächst relativ unbeschadet, weil sie es verstanden, sich mit dem mit den Untersuchungen beauftragten Regierungsdirektor Manger aus Karlsruhe zu arrangieren. Sie zogen sich zu einer Pfingstreise in den Odenwald zurück. In der folge kam es jedoch erneut zu Unruhen und Zusammenstößen mit den Vandalen, die im September 1810 auch zur Relegation einiger Hannoveraner führte. Unter dem liberalen Göttinger Prorektor Thomas Christian Tychsen lebte im Wintersemester 1810/11 das Leben der Landsmannschaften in Göttingen langsam wieder auf und etliche Hannoveraner kehrten daraufhin nach Göttingen zurück, während andere als Juristen ihre Pflichtsemester an der Universität Dijon ableisten mussten, um Kenntnisse des in der Franzosenzeit bedeutsam gewordenen Code civil mit in ihre norddeutschen Heimatstädte nehmen zu können. Dies bewirkte einen Einbruch im Mitgliederbestand und die nach dem Heidelberger SC-Comment erforderliche Mindestzahl von zwölf Mitgliedern konnte nicht dauerhaft gehalten werden, so dass das Corps vermutlich kurz vor Weihnachten 1812 suspendierte. Nach dem Ende der Befreiungskriege schlossen sich Studenten aus dem Königreich Hannover bevorzugt dem norddeutsch geprägten Corps Guestphalia Heidelberg an.
In Tagebüchern und Biographien nachgewiesen sind in Heidelberg (und auch der gemeinsamen Zeit an der Universität Dijon) entstandene lebenslange Freundschaften der Mitglieder dieses Corps und ihrer Familien. Alexander von Dusch und Karl Ludwig Roeck wurden überdies Mitglieder des Harmonischen Vereins, eines Kreises um den Komponisten Carl Maria von Weber, zu dem auch andere Heidelberger Hannoveraner ausweislich Webers Tagebuch Beziehungen pflegten. Carl Maria von Webers Tagebuchnotizen bestätigen erstmals am 24. März 1810 die oben geschilderten Vorfälle in Heidelberg. Am 9. Oktober 1810 notiert von Weber in einem Brief an Johann Gänsbacher

„Unser schöner Heidelberger Zirkel ist ganz zerstört, die Meisten weggereißt und concilirt, Schleifer, Lowzow, die beyden Starkloff, worunter der Schreyer und noch ein paar, deren Nahmen mir nicht einfallen, haben Heidelberg verlaßen.“

und dokumentiert damit Relegation und Abgang eines großen Teils der ihm zugeneigten Mitglieder des Corps aus Heidelberg nach den Vorfällen des Septembers 1810 als Verlust.

## Mitgliederliste
Eine vollständige Mitgliederliste des Corps Hannovera Heidelberg ist nicht schriftlich überliefert, sondern eine Rekonstruktion von Studentenhistorikern des 20. Jahrhunderts. Erste Hinweise auf Mitglieder einer Hannovera in Heidelberg geben bereits die Kösener Korps-Listen, die 1910 für die Zeit vom 14. Mai 1810 bis zum Jahr 1811 acht Mitglieder benennen. Während die ersten Namen aus Eintragungen in studentischen Stammbüchern und dem Heidelberger SC-Comment gewonnen wurden, fand sich auf der Ausstellung „Pressa“ 1928 in Köln der Porzellanpfeifenkopf einer Tabakpfeife mit dem Schlägerwappen der Hannovera Heidelberg und eine Mitgliederliste mit 31 Namen der Jahre 1810/11 auf der Rückseite. Diese Namensliste belegt die Mitglieder dieses Zeitraums und bot die erforderlichen Forschungsansätze, um im Wege der Auswertung von Stammbüchern, Universitätsakten und sonstigen Dokumenten die Mitgliederliste weiter zu ergänzen.

### Wintersemester 1809/10

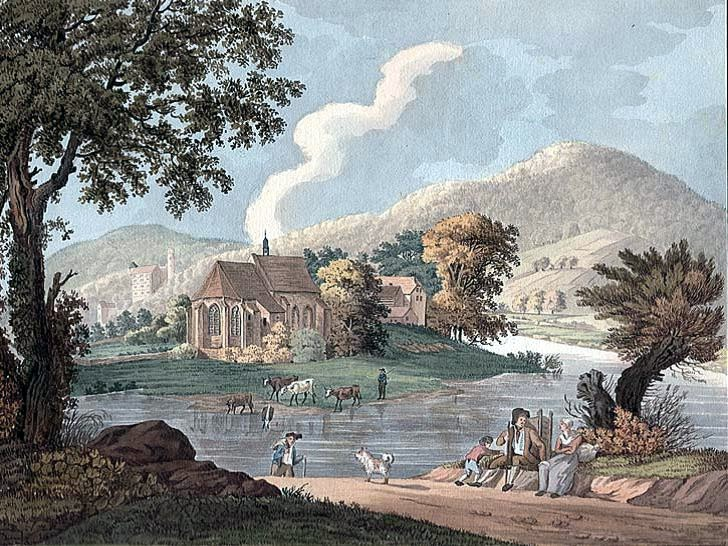
Karl Ludwig Roeck malte als Dilettant 1810 auf einem studentischen Ausflug die Ersheimer Kapelle in Hirschhorn am Neckar im Stile der Heidelberger Romantik

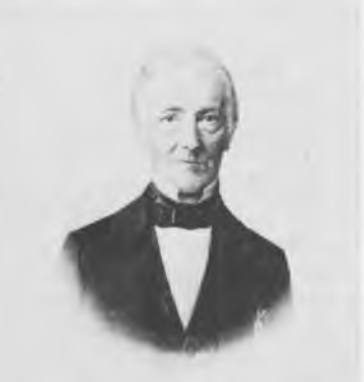
Friedrich Wilhelm Anton Roemer

- Georg Eduard Julius Friedrich Otto († 1821), Stifter; Advokat in Osterode am Harz
- Adolph von Voß (1788–1858), hannoverscher Landrat und Politiker
- Friedrich Wilhelm Anton Roemer (1788–1865), Präsident des Oberappellationsgerichts Oldenburg
- Ernst Friedrich Georg Hüpeden (1789–1845), hannoverscher Geheimer Finanzrat und Mitglied des Staatsrates des Königreichs Hannover
- Friedrich Wilhelm Heineken (1787–1848), Syndikus der Freien Hansestadt Bremen
- Alexander von Dusch (1789–1876), Außenminister des Großherzogtums Baden
- Heinrich von Lowtzow (1790–1813), Befreiungskämpfer, gefallen in der Schlacht bei Großgörschen[19]
- Friedrich Detlev Georg Starklof (1788–nach 1841), Amtmann im Amt Kaltenhof
- Ludwig Starklof (1789–1850), Geheimer Hofrat und Gründer des Oldenburgischen Staatstheaters
- Ernst Reinecke (1790–1857), hannoverscher Generalauditor und Mitglied der Ständeversammlung des Königreichs Hannover
- Wilhelm Wehner († 1863), hannoverscher Amtmann
- Anton Gottlieb Georg Widersprecher (1787–1842), oldenburgischer Geheimer Hofrat und Mitglied des Konsistoriums
- Johann Heinrich Jakob Schloifer (1790–1867), oldenburgischer Ministerpräsident
- August von der Decken (1789–1857), hannoverscher Oberstleutnant
- Friedrich von der Decken (1791–1861), hannoverscher Regierungsrat
- Moritz Andreas Philipp († 1832), Legationsrat an der Gesandtschaft des Königreichs Hannover in Paris, verstorben an der Cholera 1832
- Staats Johann Heinrich Nanne (ca. 1790–nach 1864), Befreiungskämpfer in der King’s German Legion, Rittmeister der Hannoverschen Kavallerie
- Adolph Eduard Eberhard Ludwig von Duve (1790–1857), Rechtsanwalt, Notar und Historiker
- Anton Friedrich Heinrich Ludwig Cleve (1789–1848), Stifter und erster Consenior des Corps Hannovera Heidelberg, relegiert wegen seiner Verwickelung in die Tumulte mit dem Corps Vandalia Heidelberg; hannoverscher Amtmann in Coppenbrügge
- August Julius Gabriel Carl Cleve (1790–1860), hannoverscher Amtmann in Grauhof bei Goslar
- Friedrich Wilhelm Heise (1791–1862), hannoverscher Landdrost und Geheimer Rat
- Theodor Heinrich Werlhof (1791–1854), hannoverscher Regierungsrat[20]
- Georg Hilmar Flügge (1792–1859), Königlich Hannoverscher Hofrat[21]
- Karl Ludwig Roeck (1790–1869), Lübecker Bürgermeister[22]
- Ernst von der Wense (1791–1875), hannoverscher Drost
- Johann Heinrich Silberschlag (1790–1820 in Rom), preußischer Justizrat in Magdeburg[23]
- August Carl Heinrich von Kaufmann (1791–1846), hannoverscher Oberamtmann in Medingen
- Friedrich August Theodor von dem Bussche (1791–1855), Kammerherr und Intendant des Staatstheaters Hannover
- Conrad Friedrich Hadrian von Voss (1790–1826), hannoverscher Forstmeister, gestorben im Duell
- Georg Oehlrich (1792–1870), hannoverscher Landrat
- Clemens von Althaus (1791–1836), Befreiungskämpfer, Kapitän der Hannoverschen Armee, nach Auswanderung 1819 General der peruanischen Armee
- Johann Philipp Wilhelm Pfeiffer († nach 1862), Pastor in Bonames bei Frankfurt am Main

### Sommersemester 1810

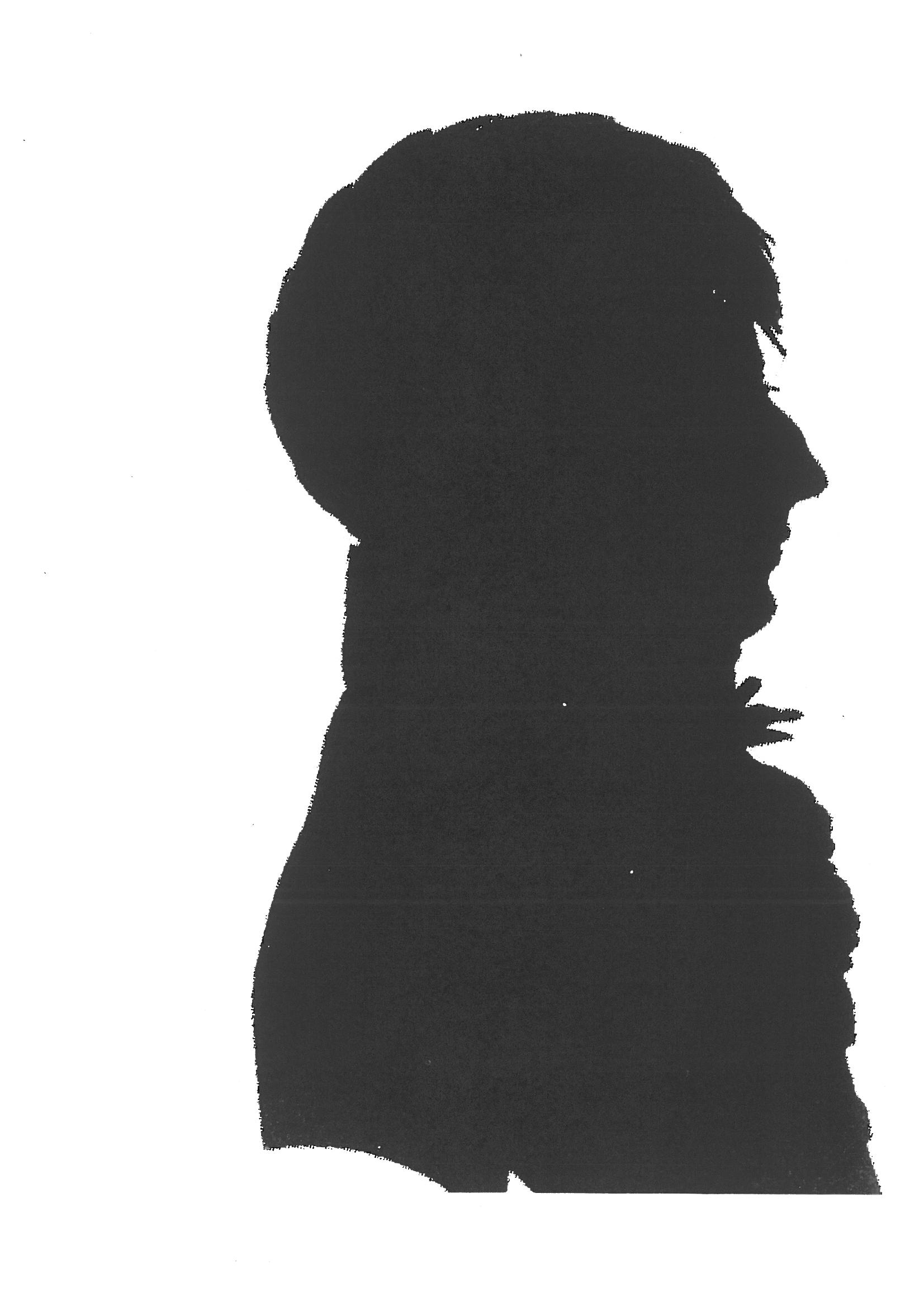
Schattenriss des stud. iur. Heinr. Wilh. Hayen, Sekretär der Hannoveraner, Heidelberg 1810

- Carl Jacobi (1790–1875), General und Kriegsminister des Königreichs Hannover
- Heinrich Wilhelm Hayen[24] (1791–1854), Sekretär des Corps Hannovera, später Vizepräsident des Oberappellationsgerichts Oldenburg
- Eduard Ferdinand von Schroetter († 1813), Befreiungskämpfer, gefallen als preußischer Offizier in der Schlacht bei Hanau
- Johann Friedrich Ludwig Frister (* 16. November 1780; † 1821), Lic. jur., Advokat in Lübeck[25]
- Johann Philipp Plessing (1791–1851), Niedergerichtsprokurator und Landgerichtsaktuar in Lübeck
- Johann Joachim Friedrich Torkuhl (1790–1870), Lübecker Bürgermeister
- Gerhard Eilers[26] (1788–1863), Vortragender Rat im Preuß. Kultusministerium
- Christian Friedrich Hase (1790–1860), Herzoglich Sächsisch-Altenburger Kammerrat und Finanzvizepräsident in Altenburg

### Wintersemester 1810/11
- Ernst Christian Führcken
- Dietrich Christian Sophus Schmidt (1792–1841), genannt „der große Sophus“, hannoverscher Amtmann in Bleckede
- Johannes Peters (* ca. 1792), Pastor in Jever

### Sommersemester 1811
- Hermann Georg Krohn (* ca. 1792–1814), stud. jur. aus Lübeck, Freitod in Berlin[27]
- Gotthard Friedrich Rhon († 1829), stud. jur. aus Lübeck, später Jurist in Lübeck[28]
- Matthias Sievers (1792–1848), Senator der Hansestadt Lübeck

### Wintersemester 1811/12
- ohne Rezeptionen

### Sommersemester 1812
- Georg Alfred Heyne (1792–1874), hannoverscher Oberamtmann in Northeim
- Georg Anton August Heinsius (* 1792), stud. jur. aus Niedeck, weiteres unbekannt
- Theodor Rehbenitz (1791–1861), Künstler im Umfeld der Nazarener und Universitätszeichenlehrer in Kiel

### Wintersemester 1812/13
- Georg Goedecke († 1832), hannoverscher Premierleutnant

## Stammbuchhalter im Umfeld des Corps Hannovera Heidelberg
Stammbücher sind für die Zeiten vor Beginn der Überlieferung von Conventsprotokollen wesentliche Quellen für die Corpsgeschichte der Corps. Die nachfolgende Auswahl umfasst Stammbuchhalter von Stammbüchern mit Laufzeiten ab 1809, die Bedeutung für die Geschichte der Corps Hannovera Göttingen und Heidelberg haben.
| Stammbuchhalter                         | Laufzeit  | Lagerort | Anmerkungen | Abbildung |
| --------------------------------------- | --------- | --- | --- | --------- |
| Hayen, Heinrich Wilhelm                 | 1808–1812 | Stammbuch im Familienarchiv Hayen | Sekretär des Corps Hannovera Heidelberg. BB Nr. 033                                                            |           |
| Iffland, Ernst Christian                | 1809–     | Exzerpt im Institut für Hochschulkunde | Siehe Ernst Iffland, Blaubuch des Corps Hannovera zu Göttingen (BB) Nr. 16                                     |           |
| Jacobi, Carl von (1790–1875)            | 1809–     | Exzerpt im Institut für Hochschulkunde | Mitstifter des Corps Hannovera Göttingen am 18. Januar 1809. BB Nr. 25                                         |           |
| Vollborth, Franz Wilhelm (1792–1870)    | 1809–1811 | Museum für Hamburgische Geschichte, Sigle: Gen VIII 26 | Mitglied des Corps Hannovera Göttingen. BB Nr. 62                                                              |           |
| Reinecke, Ernst (1790–1857)             | 1810–     | Privatbesitz in Einbeck (1993). Kopie im Archiv des Corps Hannovera Göttingen. Exzerpt im Institut für Hochschulkunde; Stadtarchiv Göttingen Stabu 250 und Exzerpt Stabu 250a | Mitstifter des Corps Hannovera Göttingen am 18. Januar 1809. BB Nr. 16                                         |           |
| Schulzen, Johann Christian              | 1811      | Stammbuchblatt vom April 1811 im Archiv des Corps Hannovera Göttingen | Mitglied Corps Hannovera Göttingen. Caddick/Curschmann (2009) Nr. 001064, im BB von 2002 noch nicht enthalten. |           |
| Volkert, Eberhard Christian (1788–1859) | 1810–     | Exzerpt im Institut für Hochschulkunde | Mitglied Corps Hannovera Göttingen, früher der Guestphalia Göttingen. BB Nr. 60                                |           |
| Plessing, Johann Philipp (1791–1851)    | 1810–1814 | Archiv der Hansestadt Lübeck, Nachlass Plessing, 55 V 41, Exzerpt im Institut für Hochschulkunde und im Archiv des Corps Hannovera Göttingen                                  | Mitglied des Corps Hannovera Heidelberg, BB Nr. 036. Einträger in Heidelberg und Göttingen.                    |           |